# أنجلينا جوردن
أنجلينا جوردن (بالنرويجية: Angelina Jordan) (و. 2006  م) هي مغنية نرويجية، ولدت في أوسلو، تستخدم آلات بيانو، وكمان، وفلوت.

## وصلات خارجية
- أنجلينا جوردن على موقع IMDb (الإنجليزية)
- أنجلينا جوردن على موقع ميوزك برينز (الإنجليزية)
- أنجلينا جوردن على موقع أول ميوزيك (الإنجليزية)
- أنجلينا جوردن على موقع ديسكوغز (الإنجليزية)

- أنجلينا جوردن في قاعدة بيانات الأفلام على الإنترنت